# Christian Engelhart

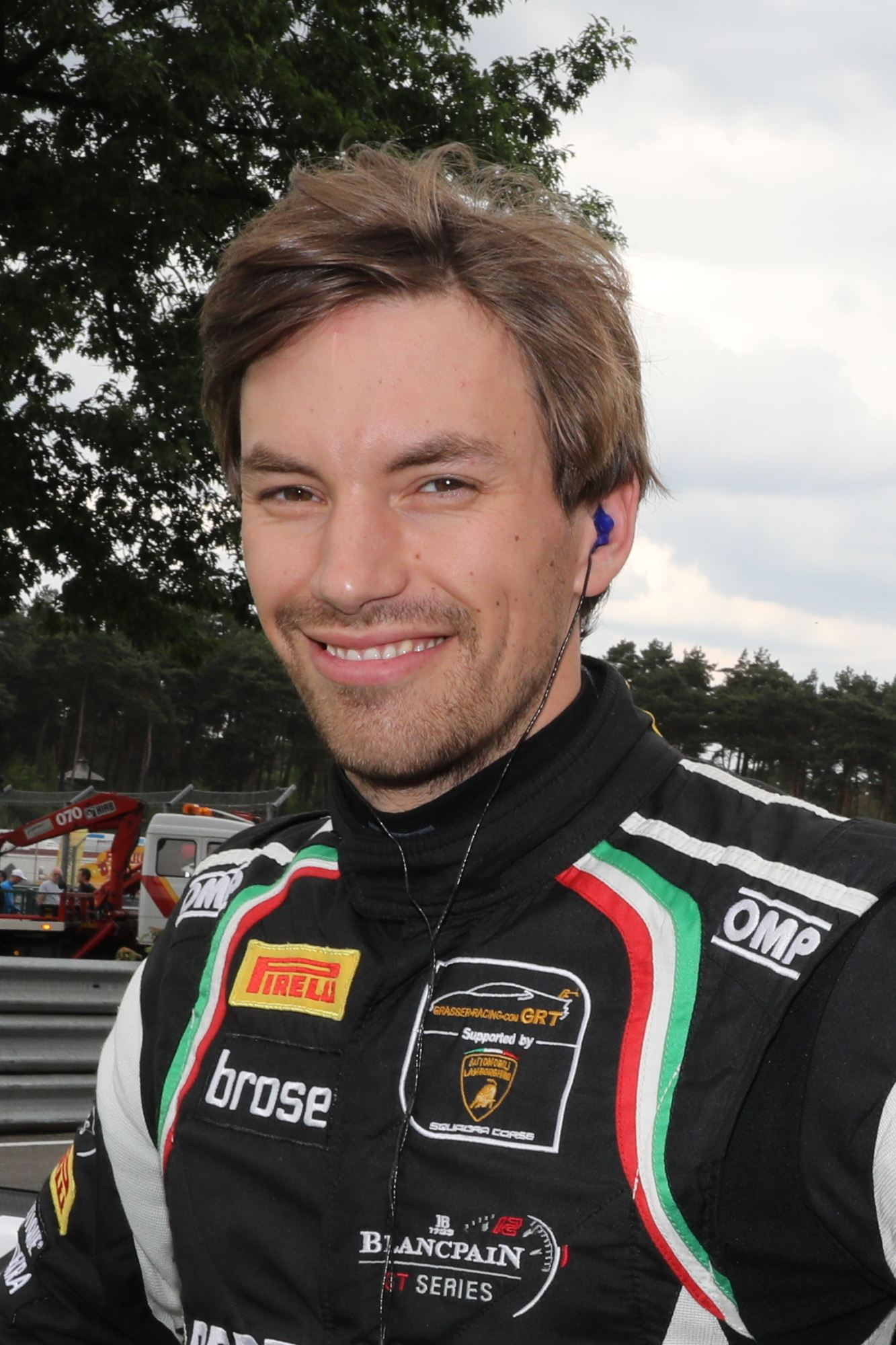
Christian Engelhart 2017

Christian Engelhart (* 13. Dezember 1986 in Ingolstadt) ist ein deutscher Autorennfahrer. Seit 2008 fährt er im Porsche Carrera Cup, seit 2012 in der ADAC GT Masters und seit 2017 auf Lamborghini in der Blancpain GT Series, wo er auch 2017 auf Anhieb den Meistertitel gewinnen konnte. Mit mehr als 100 Podiumsplatzierungen und über 40 Siegen im Sportwagen sowie dem Sieg bei den 24 Stunden von Daytona 2019 zählt er zu den erfolgreichsten deutschen Sportwagenpiloten.

## Karriere
Engelhart begann seine Motorsportkarriere 2001 im Kartsport. 2002 wechselte Engelhart in den Formelsport in die deutsche Formel BMW. Nach zwei erfolgreichen Jahren in der österreichischen Tourenwagen-Meisterschaft wechselte er in den GT-Sport und startete im deutschen Porsche Carrera Cup. 2010 gelang Engelhart im Porsche Carrera Cup sein erster Sieg. 2011 wechselte Engelhart in den Porsche Supercup zu Konrad Motorsport und wurde Teamkollege von Nick Tandy. Es gelang ihm, sofort bei der ersten Veranstaltung in Istanbul die Pole-Position zu erzielen und das Rennen zu gewinnen. Außerdem startete Engelhart 2011 zu einem Rennen im deutschen Porsche Carrera Cup sowie zu zwei Rennen in der ADAC GT Masters, wo er zusammen mit Norbert Siedler ein Rennen gewann.
2012 wurde Engelhart in seiner ersten vollen Saison in der ADAC GT Masters Dritter. Im Porsche Carrera Cup, den er parallel weiter betrieb gelang ihm in den Jahren 2013–2016 dreimal der Vizetitel und einmal ein dritter Rang in der Meisterschaft.
2016 gewann Engelhart dann sein Debütrennen in der Blancpain GT Series beim Endurance Lauf am Nürburgring für das GRT Grasser Racing Team gemeinsam mit Teamkollegen Mirko Bortolotti und Rolf Ineichen auf Lamborghini.
2017 fuhr Engelhart seine erste volle Saison in der Blancpain GT Series und gewann im ersten Anlauf mit dem GRT Grasser Racing Team die Teammeisterschaft und mit Mirko Bortolotti die Fahrermeisterschaft.

## Statistik

### Karrierestationen
| - 2001: Kartsport - 2002–2003: Deutsche Formel BMW - 2004: Österreichische Tourenwagen-Meisterschaft (Platz 2) - 2005: Österreichische Tourenwagen-Meisterschaft (Platz 2) - 2008–2009: Deutscher Porsche Carrera Cup - 2010–2012: Porsche Supercup - 2008: Deutscher Porsche Carrera Cup - 2009: Deutscher Porsche Carrera Cup | - 2010: Porsche Supercup - 2011: Porsche Supercup - 2012: ADAC GT Masters (Platz 3) - 2013: Deutscher Porsche Carrera Cup (Platz 2) - 2014: Deutscher Porsche Carrera Cup (Platz 3) - 2014: 24H Dubai (Platz 1) - 2015: Deutscher Porsche Carrera Cup (Platz 2) - 2016: Deutscher Porsche Carrera Cup (Platz 2) - 2017: Blancpain GT Series (Platz 1) - 2019: 24H Daytona (Platz 1) | - 2021: ADAC GT Masters (Platz 1) - 2022: ADAC GT Masters (Platz 2) - 2022: 24-Stunden-Rennen auf dem Nürburgring - 2022: Deutsche Tourenwagen-Masters - 2023: 24-Stunden-Rennen auf dem Nürburgring - 2023: Deutsche Tourenwagen-Masters - 2023: ADAC GT Masters - 2024: Deutsche Tourenwagen-Masters |

### Sebring-Ergebnisse
| Jahr | Team                    | Fahrzeug                | Teamkollege       | Teamkollege   | Teamkollege      | Platzierung | Ausfallgrund |
| ---- | ----------------------- | ----------------------- | ----------------- | ------------- | ---------------- | ----------- | ------------ |
| 2014 | Dempsey Racing          | Porsche 911 GT America  | Franz Konrad      | Rolf Ineichen |                  | Ausfall     | Defekt       |
| 2017 | GRT Grasser Racing Team | Lamborghini Huracán GT3 | Richard Antinucci | Rolf Ineichen | Mirko Bortolotti | Rang 24     |              |